# Специальные функции
Специальные функции — встречающиеся в различных приложениях математики (чаще всего — в различных задачах математической физики) функции, которые не выражаются через элементарные функции. Специальные функции представляются в виде рядов или интегралов.
Специальные функции возникают обычно из следующих задач:
- «неберущиеся» интегралы;
- решения трансцендентных уравнений, не выражающиеся в элементарных функциях;
- решения дифференциальных уравнений, не выражающиеся в элементарных функциях;
- ряды, не сходящиеся к элементарным функциям;
- математическое выражение свойств чисел;
- необходимость задания функции с необычными свойствами.

Это разделение не является строгим, поскольку, например, большинство неэлементарных решений дифференциальных уравнений удалось выразить через «неберущийся» интеграл или в виде ряда. Поэтому не существует строгой классификации трансцендентных функций.
Большинство специальных функций являются трансцендентными.

## Функции-интегралы
К таким специальным функциям относятся: бета-функция, гамма-функция, интегральный логарифм, интегральная экспонента, интеграл вероятности, интегральный синус, интегральный косинус, эллиптические функции, интегралы Френеля.

## Функции-ряды
К таким функциям относятся гипергеометрическая функция, дзета-функция Римана, дзета-функция Гурвица, полилогарифм, дзета-функция Лерха.

## Неэлементарные решения дифференциальных уравнений
К таким специальным функциям относятся: сферические функции, цилиндрические функции, функции Эйри, функции параболического цилиндра, функции Матьё, функции Бесселя.

## Необычные функции
Существуют много функций с необычным поведением, придуманных для различных целей. Это функция Дирихле, функция Хевисайда.

## Функции, выражающие свойства чисел
Эти функции обычно связаны с простейшими свойствами чисел. Сюда прежде всего можно отнести специальные арифметические функции, знак числа, факториал.